# 'Twas the Night Before Christmas (film 1914)
'Twas the Night Before Christmas è un cortometraggio muto del 1914 diretto da Ashley Miller.
Dedicato alla Notte di Natale, il film prende il titolo da 'Twas the Night Before Christmas, una celebre poesia natalizia del 1823.
Nel film compaiono tutti e tre insieme i fratelli Steuart, Eldean, Maurice e Loel, tre attori bambini che, all'epoca, furono interpreti di numerose pellicole.

## Produzione
Il film fu prodotto dalla Edison Company.

## Distribuzione
Distribuito dalla General Film Company, il film - un cortometraggio di 200 metri - uscì nelle sale cinematografiche degli Stati Uniti il 23 dicembre 1914. Nelle proiezioni, veniva programmato con il sistema dello split reel, accorpato in un'unica bobina con un altro cortometraggio prodotto dalla Edison, il documentario The Tip of the Dark Continent: Cape Town, South Africa and Its Vicinity.